# Lazarius Levingston
Lazarius Cortez Levingston (Ruston, 16 novembre 1987) è un giocatore di football americano statunitense che gioca nel ruolo di defensive end per Tampa Bay Buccaneers della National Football League.
Fu scelto dai Seattle Seahawks nel corso del settimo giro del Draft NFL 2011. Al college ha giocato a football a LSU.

## Carriera professionistica

### Seattle Seahawks
Levingstone fu scelto come 205º assoluto nel settimo giro del Draft 2011 dai Seattle Seahawks. Nella sua stagione da rookie giocò solamente quattro partite, nessuna delle quali da titolare, mettendo a segno un tackle. Fu svincolato il 31 agosto 2012.

### Tampa Bay Buccaneers
Nella stagione 2012, Levingstone giocò con i Buccaneers in tre partite mettendo a segno due tackle.

## Vittorie e premi
Nessuno

## Statistiche
| Partite totali             | 7 |
| Partite totali da titolare | 0 |
| Tackle totali              | 2 |
| Intercetti fatti           | 0 |
| Fumble forzati             | 0 |
| Fumble recuperati          | 0 |

Statistiche aggiornate alla stagione 2012